# Desperate Housewives (7.ª temporada)
A sétima temporada da série "Desperate Housewives", criada por Marc Cherry e transmitida originalmente no canal norte-americano ABC,  começou a ser transmitida em 26 de setembro de 2010 e foi concluída em 15 de Maio de 2011. O mistério da temporada girou em torno de Paul Young, que retornou à Alameda Wisteria, trazendo de volta velhos problemas.
O lema da temporada é: Há uma nova dona-de-casa na cidade.
De acordo com Cherry, ele pretendia que a série fosse concluída após sua sétima temporada, mas a oitava temporada acabou sendo a temporada final da série. O primeiro episódio da 7ª temporada foi ao ar na América Latina em 6 de outubro de 2010; na  Irlanda na terça-feira, 12 de outubro de 2010; no Reino Unido em 17 de outubro de 2010; às 21:00 do dia 25 de outubro de 2010 no OSN's Show Series no Oriente Médio; em Israel, em 12 de dezembro de 2010, na França, na versão traduzida, em 14 de abril de 2011 no Canal Plus.
A série viu as classificações mais baixas de sua história na sétima temporada. Nos 12 primeiros episódios, a série atraiu uma audiência muito semelhante à segunda metade da sexta temporada e atingiu altas de 4,4 na faixa etária 18-49. e continuou em torno de 3,5 - 4,3 até meados de janeiro.

## Enredo
Paul Young está de volta à Wisteria Lane com planos de vingança contra os moradores por abandoná-lo durante sua prisão. Esta temporada também incide sobre o mistério da nova esposa de Paul, Beth Young, e Felicia Tilman pretende vingar a morte de sua irmã, Martha Huber. Gabrielle e Carlos descobrem um fato perturbador sobre sua filha Juanita, que em última análise acaba os levando de volta à cidade natal de Gaby, Las Colinas. Orson deixa Bree, e deste modo ela começa a namorar seu contratante, Keith Watson. No entanto, quando se torna evidente que a sua relação não pode continuar, Bree começa a sair com o detetive Chuck Vance do Departamento de Polícia de Fairview. Devido a problemas financeiros, Susan e sua família deixam Wisteria Lane, e Susan é forçada a ganhar dinheiro por meio um trabalho não muito tradicional. A melhor amiga de Lynette da faculdade, Renée Perry, muda-se para Wisteria Lane e agita as coisas entre as donas de casa. Após um grande tumulto na rua, que na verdade fazia parte do plano de vingança de Paul, Susan é colocada na lista de espera por uma doação de órgão vital. Carlos descobre a verdade sobre a morte de sua mãe, o que consequentemente, leva ao fim de sua amizade com Bree. Lynette convence Tom a ter um trabalho novo e emocionante, o que os leva a problemas sem precedentes em seu casamento. O final da temporada foi ao ar em 15 de Maio de 2011, e trouxe o desfecho da história entre Paul e Felicia. Além disso, um estranho visitante chega à casa dos Solis, abrindo o caminho para a oitava temporada.